# Felemásgyíkok
A felemásgyíkok (Rhynchocephalia vagy Sphenodontia) a hüllők (Reptilia) osztályába tartozó rend. Külsejük a gyíkokéra emlékeztet, de belső felépítésük különféle más rendek, sőt osztályok bélyegeit hordozza.
A rend származási vonalát Brehm a karbontól a triászig elterjedt páncélos kétéltűekre (Stegocephala) vezeti vissza. Az ún. ősfelemásgyík (Palaeohatteria) maradványai a szászországi Rotliegendből (késő perm, molassz jellegű vörös homokkő) kerültek elő, a szintén elődjének tekintett Protosaurus kövületeire pedig Türingiában és Angliában bukkantak.
A rendbe a gyakran „élő kövületként” aposztrofált hidasgyíkok mindössze két élő faja tartozik, kizárólag Új-Zélandon élnek.

## Rendszerezés
A rendbe 1 család, 1 nem és 3 faj tartozik.
- Hidasgyíkfélék vagy tuatarák (Sphenodontidae)
  - Sphenodon (Gray, 1831)
    - Brother-szigeti hidasgyík (Sphenodon guntheri)
    - Tuatara vagy hidasgyík (Sphenodon punctatus)
    - Sphenodon diversum – kihalt